# Stadio İsmetpaşa
Lo Stadio İsmetpaşa è un impianto sportivo situato ad İzmit in Turchia.
Usato prevalentemente per il calcio, è stato fino al 2018 lo stadio di casa del Kocaelispor Kulübü. 
L'impianto ha una capacità di 17000 posti a sedere ed è omologato per la Süper Lig. Il campo da gioco è completamente in erba naturale e misura 65x105 m.